# Didattica della matematica

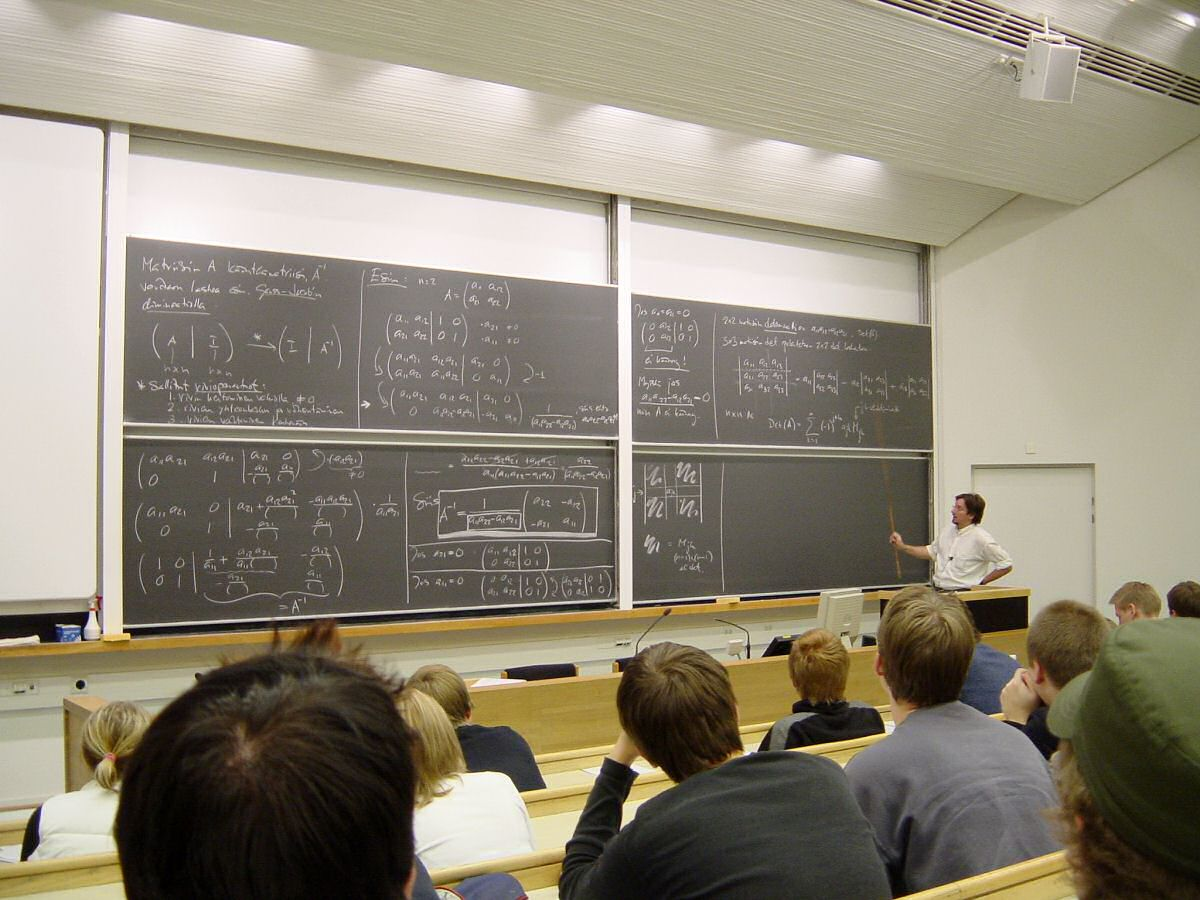
Lezione di matematica al Politecnico di Helsinki

La didattica della matematica è il complesso dei metodi, dei sussidi e delle strategie che è conveniente adoperare nell'insegnamento della matematica. La scuola pitagorica è stata tra le prime elaboratrici di strategie didattiche per l’insegnamento in generale, e della matematica in particolare. In queste strategie rientrava l’ordine delle cose da insegnare, graduate dalle più semplici alle più complesse e la loro conseguenzialità. Il metodo pitagorico era quello di partire dagli elementi o principi primi. Metodo che sarà seguito da Euclide i cui Elementi costituiranno nei secoli futuri il modello più rappresentativo e, secondo Proclo, la via regia dell’insegnamento della matematica.
In Italia, il termine didattica della matematica è stato introdotto alla fine dell'800 da Federigo Enriques e dai curatori dell'Enciclopedia delle Matematiche elementari e complementi (a cura di Luigi Berzolari, editore Hoepli). Un'accurata descrizione delle "questioni didattiche" poste dall'insegnamento della matematica si trova nell'articolo di Luigi Brusotti nel volume terzo. Tra le iniziative avviate in quel periodo in Italia si possono ricordare la fondazione della Mathesis (1895) e la pubblicazione de Il Bollettino di Matematica (1902-1948) di Alberto Conti.
A partire dal 1980 viene introdotto in Francia un settore di ricerca che ha come obiettivo quello di studiare teoria, metodi dell'insegnamento/apprendimento delle matematiche. In tutto il mondo esistono dagli anni ottanta numerose comunità scientifiche sulla "Didattica delle Matematiche". Guy Brousseau ha contribuito a definire sia gli aspetti teorici che sperimentali di questa disciplina. Inizialmente il suo nome avrebbe dovuto essere "Epistemologia Sperimentale delle Matematiche", ma la comunità francese ha poi optato per "Didattica delle Matematiche" anche se il senso è quello dell'Epistemologia Sperimentale.